# Гетбетс
Гетбетс (на нидерландски: Geetbets) е селище в Централна Белгия, окръг Льовен на провинция Фламандски Брабант. Намира се на 28 km източно от град Льовен. Населението му е около 5770 души (2006).